# Spencer Smith (triathlon)
Pour les articles homonymes, voir Smith et Spencer Smith.
Spencer Smith né le 11 mai 1973 à Middlesex en Grande-Bretagne est un triathlète professionnel britannique, double champion du monde de triathlon en 1993 et 1994 et double champion d'Europe en 1992 et 1997.

## Biographie
En 1992, Spencer Smith jeune triathlète doué est rapidement surclassé et est autorisé à participer au championnat d'Europe élite, la même année il devient champion du monde juniors. Il remporte le championnat du monde élite 
et devient le plus jeune champion du monde ITU, en remportant son titre à 20 ans, 3 mois et 11 jours, moins de deux mois plus jeune que Miles Stewart lors de sa victoire en 1991. Il conserve son titre en 1994. Comme de nombreux triathlètes britanniques qui ont participé à des compétitions mondiales sur distance M organisées par la Fédération internationale de triathlon, il s'engage dans la suite de sa carrière sur des longues distances. Il participe à plusieurs Ironman 70.3 et participe au championnat du monde d'Ironman à Kailua-Kona où il termine 5e en 1998 et 8e en 2000. Il remporte deux Ironmans dans sa carrière, l'Ironman de Floride en 2001 et l'Ironman Brésil en 2002.
En 1998, Spencer Spith est accusé d'utiliser de la nandrolone, substance dopante interdite. Il sera innocenté de ces accusations 17 mois plus tard, en 1999. À partir de  2000, il roule pour l'équipe maintenant disparue de cyclisme professionnel britannique, l'équipe  Linda McCartney Racing. Au regard des titres de sa carrière, il est nommé en 2014 pour le Hall of Fame de l'ITU.
Après une reconversion dans l'entrainement de triathlètes au travers de sa structure de suivi en ligne S2Coaching, il est recruté par la fédération ghanéenne de triathlon, en tant qu'entraineur principal de la première équipe nationale de triathlon du Ghana. L'objectif étant d'atteindre à des podiums de compétitions internationales et notamment sur les séries mondiales de triathlon.

## Palmarès
Le tableau présente les résultats les plus significatifs (podium) obtenus sur le circuit national et international de triathlon depuis 1991.
| Année | Compétition                          | Pays             | Position | Temps           |
| ----- | ------------------------------------ | ---------------- | -------- | --------------- |
| 2008  | Ironman 70.3 Floride                 | États-Unis       |          | 3 h 59 min 4 s  |
| 2006  | Ironman 70.3 Californie              | États-Unis       |          | Timing          |
| 2005  | Ironman Arizona                      | États-Unis       |          | Timing          |
| 2002  | Ironman Brésil                       | Brésil           |          | Timing          |
| 2001  | Ironman Floride                      | États-Unis       |          | 8 h 21 min 30 s |
| 1997  | Championnat d'Europe                 | Finlande         |          | 2 h 0 min 11 s  |
| 1997  | St. Croix Triathlon                  | États-Unis       |          | Timing          |
| 1996  | Championnat du monde longue distance | États-Unis       |          | 3 h 49 min 20 s |
| 1995  | Championnat d'Europe                 | Suède            |          | 1 h 47 min 28 s |
| 1995  | Championnat britannique              | Royaume-Uni      |          | Timing          |
| 1994  | Championnat du monde                 | Nouvelle-Zélande |          | 1 h 51 min 4 s  |
| 1993  | Championnat du monde                 | Royaume-Uni      |          | 1 h 51 min 20 s |
| 1993  | Championnat britannique              | Royaume-Uni      |          | Timing          |
| 1992  | Championnat d'Europe                 | Belgique         |          | 1 h 48 min 37 s |
| 1992  | Championnat britannique du sprint    | Royaume-Uni      |          | Timing          |
| 1991  | Championnat britannique              | Royaume-Uni      |          | Timing          |